# L'anglès que va pujar un turó però va baixar una muntanya
L'anglès que va pujar un turó però va baixar una muntanya (títol original en anglès, The Englishman Who Went Up a Hill But Came Down a Mountain) és una pel·lícula britànica dirigida per Christopher Monger i estrenada el 1995.

## Argument
El 1917, dos cartògrafs arriben al poble de Ffynnon Garw (Font Aspre en gal·lès) enviats pel govern a elaborar el nou mapa del País de Gal·les. Els habitants de la contrada estan molt orgullosos d'un turó proper al poble, al que denominen "la primera muntanya de Gal·les". En efectuar el mesurament de l'alçada, els cartògrafs informen que no pot ser considerat una muntanya, sinó només un turó perquè li falten 15 peus per arribar als 1000 necessaris. Tot el poble s'uneix per a resoldre aquest inconvenient.

## Repartiment
- Hugh Grant (Reginald Anson)
- Tara Fitzgerald (Betty de Cardiff)
- Colm Meaney (Morgan el Cabra)
- Ian McNeice (George Garrad)
- Ian Hart (Johnny el Traumatitzat)
- Kenneth Griffith (Mossen Jones)
- Tudor Vaughn (Thomas Twp)
- Hugh Vaughn (Thomas Twp, també)